# 2007 год в России
Год русского языка.

## Январь
- 28 января — «Остров»
- 20 января — «Прогресс М-59» им. С. П. Королёва успешно пристыковался к МКС.[2]
- 19 января — Государственная Дума приняла закон, запрещающий членам правительства иметь двойное гражданство.[3]
- 19 января — В Москве объявлено штормовое предупреждение, что совершенно нетипично для этого времени года.[4]
- 1 января — Вступил в силу федеральный закон о «материнском капитале».[5]

## Февраль
- 22 февраля — Внук Никиты Хрущёва скончался в Москве.[6]
- 19 февраля — Глава МО «Черёмушки» Сергей Буркотов и его водитель были застрелены в Ленинском районе Московской области в автомобиле на Бутовском шоссе.[7]
- 17 февраля — в Санкт-Петербурге на углу Невского проспекта и улицы Рубинштейна в ресторане «Макдоналдс» прогремел взрыв. Легко ранены шесть человек, из них двое подростков.[8]
- 15 февраля — Сергей Иванов назначен первым вице-премьером России
- 4 февраля — в Лондоне умер Илья Кормильцев.[9]
- 1 февраля — Президент РФ Владимир Путин провёл традиционную пресс-конференцию в Кремле.
- 1 февраля — В России начал действовать новый порядок оплаты обычного домашнего телефона.

## Март
- 26 марта — умер Михаил Александрович Ульянов.[10]
- 21 марта — в связи с последними катастрофами Президент РФ объявил этот день днём траура на всей территории РФ.
- 19 марта — взрыв метана на угольной шахте «Ульяновская» в Кемеровской области. Спасено 93 человека, число погибших составляет 107 человек, судьба 4 горняков неизвестна.
- 12 марта — лауреатами премии Александра Солженицына стали Сергей Бочаров и Андрей Зализняк[11]
- 9 марта — «Форбс» опубликовал ежегодный список миллиардеров. По итогам 2006 года их число достигло 946, из них 53 — граждане России.[12]
- 7 марта — Президент РФ В. В. Путин резко осудил заключённый накануне договор на трансляцию футбольных матчей Чемпионата России между РФС и НТВ+.[13] Это намного уменьшает количество имеющих возможность смотреть матчи среди жителей европейской части. Жители Сибири и Дальнего Востока вообще лишены права смотреть футбол, так как зона вещания спутника на эти территории не распространяется.[14]
- 4 марта — по итогам прошедшего в Петербурге «Марша несогласных» задержаны 113 активных участников акции, на которых составлены протоколы об административных правонарушениях.[15]
- 1 марта — в России началась налоговая амнистия для физических лиц.[16]

## Апрель
- 25 апреля — в России объявлен общенациональный траур в связи со смертью Бориса Ельцина. В этот день состоялись похороны на Новодевичьем кладбище Москвы.[17]
- 24 апреля — Храм Христа Спасителя, где проходило прощание с Борисом Ельциным, посетило около 12 тысяч человек.[18]
- 23 апреля — Умер первый Президент России Борис Ельцин.[19]
- 21 апреля — приземлился спускаемый аппарат корабля «Союз ТМА-9»; на Землю вернулись космонавт Михаил Тюрин, астронавт Майкл Лопес-Алегриа и пятый космический турист Чарльз Симони.[20]
- 20 апреля — Государственная Дума РФ оставила дольщиков без банковских гарантий.[21]
- 19 апреля — Владимир Меньшов на вручении наград «MTV-2007» отказался вручить приз фильму «Сволочи», по его словам, «порочащему честь страны», предложив это сделать Памеле Андерсон, накануне прилетевшей в Москву.[22]
- 15 апреля — Николай Валуев не смог защитить титул чемпиона мира по боксу[23]. Впервые в своей карьере профессионального боксёра, Валуев встретил сопротивление соперника, ориентированного на тактический, а не силовой бокс.
- 14 апреля — В «Марше несогласных» приняло участие не менее 5000 человек[24]

## Май
- 17 мая — запланирована торжественная церемония подписания Акта о воссоединении церквей в Москве[25]
- 13 мая — Сборная России по хоккею с шайбой завоевала «бронзу» на чемпионате мира.
- 11 мая — Департамент внешних и общественных связей Банка России заявил об отзыве лицензий на осуществление банковских операций у кредитной организации «Финансово-кредитный банк» и у кредитной организации ОАО «Стройпромбанк».[26]
- 3 мая — Посольство России в Швеции атаковали и забросали камнями местные вандалы. Повреждены четыре дипломатических машины.[27]
- 3 мая — В результате утечки аммиака в 02:20 ночи на Микояновском заводе один человек погиб и двое госпитализированы с ожогами. Виновником аварии оказался нетрезвый гражданин Польши.[28]
- 2 мая — Вечером по местному времени (+12 UTC) у берегов Камчатки зафиксировано сразу три землетрясения. Эпицентры находились всего в нескольких сотнях километрах от Петропавловска-Камчатского. Жертв и разрушений нет.[29]
- 1 мая — первомайские демонстрации в России прошли практически без эксцессов.[30]

## Июнь
- 28 июня — После длительной реконструкции, осуществлявшейся при поддержке Виктора Вексельберга, в Третьяковской галерее состоялось торжественное открытие зала художника М. Врубеля. В зале добавилось майолики и появился знаменитый камин «Вольга и Микула Селянинович», ранее экспонировавшийся в основном на зарубежных выставках.
- 17 июня — Как сообщил заместитель генерального директора ОКБ имени Яковлева Аркадий Гуртовой, Россия представит на открывающемся в понедельник международном аэрокосмическом салоне в Ле Бурже ближне-среднемагистральный самолёт МС-21.

## Июль
- 5 июля — Около 3:25 утра по московскому времени стало известно о том, что Сочи избран столицей Зимних Олимпийских игр 2014 года.

## Август
- 21 августа — состоялось открытие Международного авиационно-космического салона «МАКС-2007», выставка проходит в восьмой раз.
- 14 августа — умер Тихон Николаевич Хренников — русский советский композитор, в 1948—1991 гг. — председатель Союза Композиторов СССР.
- 13 августа — в результате теракта в Новгородской области, на перегоне Окуловка-Малая Вишера, сошёл с рельсов пассажирский поезд номер 166 Москва — Санкт-Петербург[31].
- 24—26 августа — празднование 1000-летия Елабуги.

## Сентябрь
- 20 сентября — Виктор Шершунов, губернатор Костромской области погиб в автокатастрофе.[32]
- 16 сентября — сборная России выиграла Чемпионат Европы по баскетболу 2007, проходивший в Испании.
- 12 сентября — правительство России во главе с Михаилом Фрадковым ушло в отставку, президент Владимир Путин предложил в качестве нового премьер-министра Виктора Зубкова.

## Октябрь
- 24 октября — в Санкт-Петербурге открыта первая сеть 3G

## Декабрь
- 1 декабря — Основан холдинг Росатом[33]

- 7 декабря — ВМФ РФ возобновило присутствие военных кораблей в Средиземном море

## Умерли
- 27 апреля — Кирилл Лавров, советский и российский актёр и режиссёр театра и кино[34][35]